# Szent Miklós-fatemplom (Romlott)
A romlotti Szent Miklós-fatemplom műemlékké nyilvánított épület Romániában, Szilágy megyében. A romániai műemlékek jegyzékében az  SJ-II-m-A-05107 sorszámon szerepel.